# There's Something About Mary
There's Something About Mary (Algo pasa con Mary en España y Loco por Mary en Hispanoamérica) es una película estadounidense de 1998 dirigida por los hermanos Bobby y Peter Farrelly, quienes la escribieron junto con Ed Decter y John J. Strauss, producida por Frank Beddor, Michael Steinberg, Charles B. Wessler y Bradley Thomas, y distribuida por 20th Century Fox. La banda sonora estuvo a cargo de Jonathan Richman, que además actúa como narrador, Christopher Greenbury se encargó del montaje y Mark Irwin, de la fotografía. Está protagonizada por Cameron Diaz, Matt Dillon, Ben Stiller, Lee Evans y Chris Elliott. Se trata de una comedia romántica absurda cuya trama se centra en Mary Jensen, personaje de Diaz, y todos los hombres que intentan ganarse su afecto, interpretados por los actores anteriormente mencionados. 
Se estrenó el 15 de julio de 1998 y tanto su humor como la actuación de Diaz recibieron críticas positivas. Fue, además, la cuarta película más taquillera de ese año, al recaudar 369 884 651 de dólares en todo el mundo tras tener un presupuesto de veintitrés millones de la misma moneda. Forma parte de la lista AFI's 100 años... 100 sonrisas, en el vigésimo séptimo puesto, y en el año 2000 los lectores de la revista Total Film la votaron como la cuarta mejor comedia de la historia. Diaz ganó los premios del Círculo de Críticos de Cine de Nueva York, American Comedy Awards y Blockbuster Entertainment Awards, todos a mejor actriz, además del MTV Movie Award a mejor actuación, y recibió una nominación al Globo de Oro a mejor actriz - Comedia o musical. La película fue candidata al Globo de Oro a mejor película - Comedia o musical y obtuvo cuatro de los ocho MTV Movie & TV Awards a los que fue nominada, incluido el galardón a mejor película.

## Argumento
En 1985, el estudiante Ted Stroehmann pasa a recoger a Mary Jensen, la chica de la que está enamorado, para llevarla al baile de graduación de secundaria. Sin embargo, al ir a baño se le atasca el escroto con la cierre del pantalón, lo que provoca una hemorragia por la que lo hospitalizan. La cita se arruina y Ted pierde todo tipo de contacto con Mary. Para 1998, año en que se ambienta la trama, sigue enamorado de ella y, por recomendación de su mejor amigo, Dom Woganowski, acude al detective privado Pat Healy para encontrarla.
Healy descubre que Mary trabaja de ortopedista en Miami y, tras espiarla durante unos días, se enamora de ella. Cuando vuelve a Providence para darle información a Ted, le dice una serie de mentiras tales como que Mary es obesa y tiene cuatro hijos de tres hombres. Ted se desilusiona y prefiere retirarse, y Healy procede a dejar su trabajo y se traslada a Miami para intentar conquistar a Mary. Para ello, conociendo los gustos de la mujer, se hace pasar por un exitoso arquitecto y recurre a engaños, lo que termina dando resultando. Salen por algunas semanas hasta que Tucker, un arquitecto amigo de Mary que usa muletas, expone el fraude. Healy, sin embargo, se da cuenta de que Tucker también está mintiendo, lo que lo enfurece.
Después de seguirlo, Healy intercepta a Tucker y descubre que, en realidad, este se llama Norm Phipps, es repartidor de pizzas y le miente a Mary porque está obsesionado con ella. Tucker, además, le ha ahuyentado varios pretendientes desde que la conoce. Mientras tanto, Ted se entera, a través de un antiguo compañero de colegio, de que Healy le dijo mentiras, por lo que viaja a Miami para afrontar la situación. En el viaje, recoge a un autoestopista que resulta ser un asesino en serie. Cuando Ted es detenido por la policía erróneamente, el sujeto aprovecha para dejar en el auto un cuerpo, que traía consigo y que escondía, y escapa sin ser visto.  
Ted es arrestado por homicidio, aunque Dom lo saca de prisión luego de que la policía atrapara al verdadero asesino, y llega a Miami, donde comienza una relación con Mary. Sin embargo, se separan cuando ella recibe una carta anónima que expone el trato entre él y Healy. Ted confronta a Healy y Norm, mientras que Dom, ahora llamado «Woogie», aborda a Mary en su casa. Se revela que él envió la carta y que en el pasado ella pidió una orden de alejamiento, se cambió el apellido y se mudó de Providence por causa de Dom, que es un fetichista de zapatos y también está obsesionado con ella. 
Ted, Norm y Healy llegan a la casa y, con todos los pretendientes de Mary allí, Ted llega a la conclusión de que el único que nunca la engañó o manipuló es Brett Favre, su exnovio, a quien Mary había dejado por culpa de una mentira de Norm. Ted los reúne y se marcha, aparentemente habiéndola superado, pero comienza a llorar en la calle. No obstante, Mary lo detiene y le dice que es feliz con él. Ambos se besan mientras Jonathan Richman, quien ha estado narrando la película entre canciones, recibe accidentalmente un disparo por parte del novio de Magda, quien en realidad quería matar a Ted, ya que él también ama a Mary.

## Reparto
- Cameron Diaz como Mary Jensen/Mary Matthews
- Matt Dillon como Pat Healy
- Ben Stiller como Ted Stroehmann
- Lee Evans como Tucker/Norm Phipps
- Chris Elliott como Dom «Woogie» Woganowski
- Lin Shaye como Magda
- Jeffrey Tambor como Sully
- Markie Post como Sheila Jensen
- Keith David  como Charlie
- W. Earl Brown como Warren Jensen
- Sarah Silverman como Brenda
- Khandi Alexander como Joanie
- Willie Garson como el Dr. Bob "Zit Face"
- Harland Williams como el autostopista —no figura en los créditos—
- Richard Tyson como el detective Krevoy
- Rob Moran como el detective Stabler
- Jonathan Richman como el narrador cantante
- Steve Sweeney como policía
- Lenny Clarke como bombero
- Richard Jenkins como psicólogo —no figura en los créditos—
- Brett Favre como él mismo
- Herbie Flynn como Herb, novio de Magda

## Producción

### Antecedentes y filmación

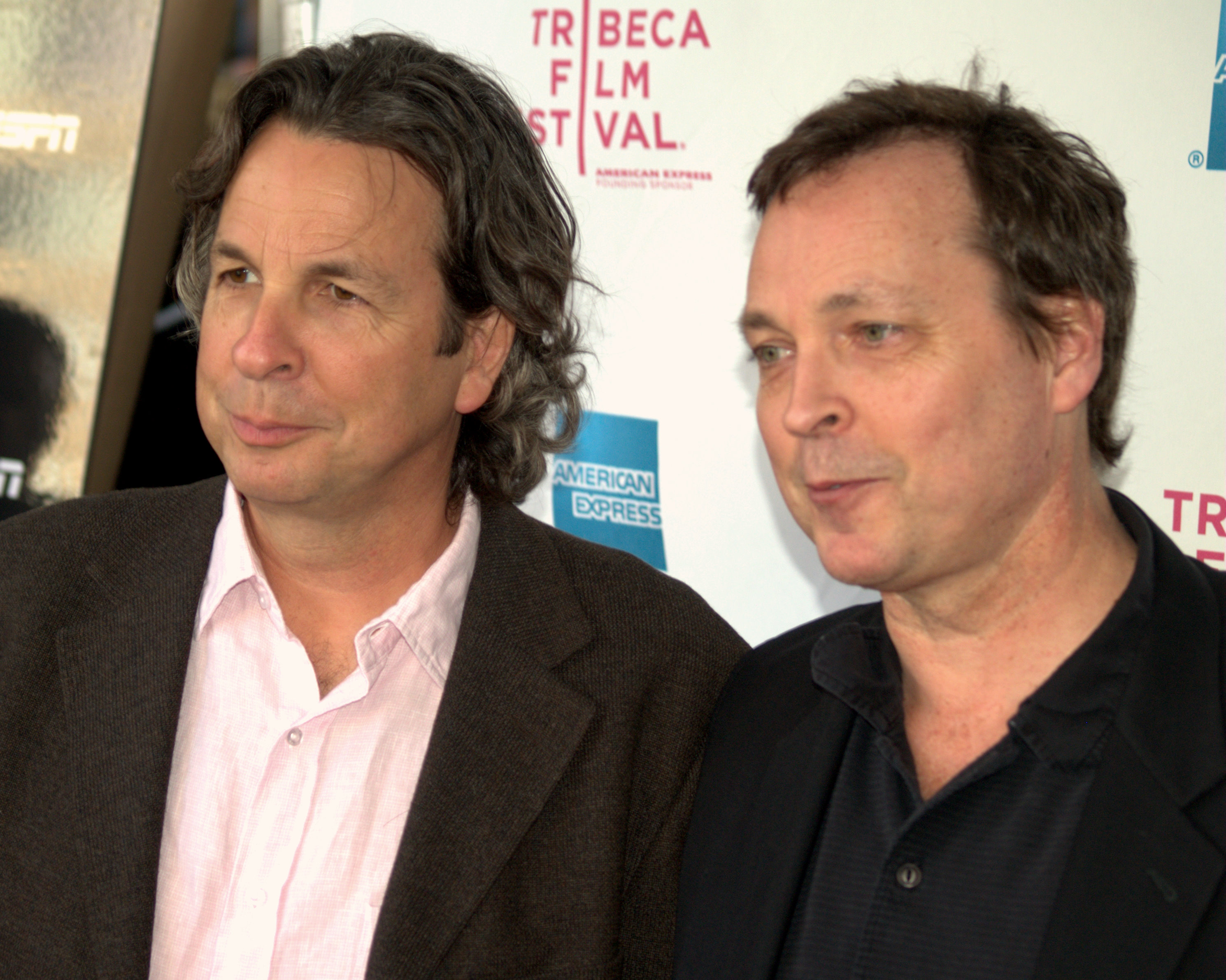
Peter y Bobby Farrelly, fotografiados en 2009, concibieron personajes y escenas de la película basándose en sucesos y personas de su vida

La película está dirigida por los hermanos Farrelly, quienes habían trabajado en Dumb and Dumber (1994) y Kingpin (1996), y también hicieron el guion, a partir de una historia de Ed Decter y John J. Strauss. Dado que Kingpin había sido un fracaso, asumieron que este iba a ser su último trabajo y concibieron There's Something About Mary como una comedia romántica «absurda y plagada de clichés». En el final original, Ted es quien recibe el disparo por parte del novio de Magda y muere, pero Peter Farrelly «repentinamente se inspiró» y desechó la idea, para que otro personaje fuera el abatido. La escena en donde a Ted se le atasca el escroto con la cremallera está basada en un incidente que le sucedió a un amigo de la hermana de los Farrelly: el joven estaba en el sótano de la casa de ella, escuchando música con amigos, «cuando subió a orinar y le pasó eso. Estuvo dentro del baño tanto tiempo que nuestro padre, que era doctor, tuvo que entrar a ayudarlo y dijo: "Oye, chico. ¿Estás bien?"», como ocurre en la película. Los directores dudaron sobre incluir la escena en que Mary usa semen creyendo que es gel para cabello, considerada una de las secuencias más graciosas de la película, porque pensaban que era muy atrevida. Cameron Diaz tampoco estaba segura de grabarla ya que «podía descarrilar su carrera», aunque cambió de opinión una vez que plantearon la broma y le gustó. Se filmaron dos versiones, una con Diaz con cabello hacia arriba y otra normal, y se hicieron proyecciones de prueba para ver la reacción del público.
Diaz, que en el año anterior había actuado en la reconocida La boda de mi mejor amigo, fue la primera opción para el personaje principal, porque «era encantadora. Podías entender por qué todos estos sujetos trataban de ganarse su afecto». Antes de que Ben Stiller obtuviese el papel de Ted, se consideró a Owen Wilson y Jon Stewart. Con respecto a la no elección de este último, Peter Farrelly dijo: «Siempre pienso: "Gracias a Dios, Jon Stewart no obtuvo el papel", porque su carrera pudo haberse desviado por completo». Encontrar un actor que encarnase a Pat Healy no fue sencillo, dado que había candidatos como Bill Murray, a quien descartaron por su avanzada edad, Cuba Gooding Jr. y Vince Vaughn, y para hacerse con Matt Dillon, quien finalmente se quedó con el papel, los Farrelly tuvieron que convencer a los miembros del estudio. W. Earl Brown interpretó a Warren, hermano de Mary, que está basado en un vecino de los Farrelly, Warren Tashjian, el cual también tiene discapacidad mental y realiza un cameo. Los ejecutivos de 20th Century Fox advirtieron de que no era buena idea agregar ese personaje porque les parecía que «se estaban burlando de él» y que incomodaría a la audiencia, a lo que Bobby Farrelly respondió que «eso es una tontería. Hay gente discapacitada, vamos a mostrar eso». Chris Farley fue uno de los actores que audicionaron para ese personaje. Lin Shaye fue Magda, la vecina de Mary, papel por el que debían maquillarla durante cuatro horas al día, para lograr el bronceado adecuado. El mariscal de campo Brett Favre se interpretó a sí mismo, como el exnovio de Mary, si bien los Farrelly, fanáticos de los New England Patriots, al principio querían a Drew Bledsoe, quien no pudo participar porque en esa época se había visto involucrado en un incidente en un club nocturno. Steve Young también fue una opción y, de hecho, el guion le pareció «el más divertido que he leído», pero declinó la oferta por el tono tosco de la película. Originalmente, la participación de Jeffrey Tambor como un policía amigo de Healy era mucho mayor, aunque las escenas donde aparece están presentes en la versión extendida. Keith David obtuvo el papel de padrastro de Mary, personaje basado en el padre de los directores, luego de impresionarlos en la audición. Bobby Farrelly dijo que la inclusión de este actor, que improvisó gran parte de sus diálogos, «simplemente cambió la dinámica».
Del maquillaje se encargó Tony Gardner, que hizo los senos caídos de Magda, uno de sus trabajos más famosos, mientras que Christopher Greenbury, colaborador habitual de los directores, se ocupó de la edición. La filmación tuvo lugar más que nada en Miami (Florida) y algunas de las locaciones son el restaurante Churchill's Pub, como un club de striptease; el Cardozo Hotel, en la escena del fijador de pelo; el Miami-Dade Cultural Center, para la exposición de arquitectura; el restaurante Big Pink, en una escena entre Healy y Sully; y el 
Matheson Hammock Park, en diversas secuencias. En Coral Gables, se usaron dos mansiones para la residencia de Mary al principio de la película, una para una escena exterior y otra en la secuencia donde Ted pasa a recogerla; esta última era propiedad del jugador de fútbol americano Bob Griese. Para la vivienda de Mary de soltera se utilizó una casa estilo español que se destruyó en 2008 luego de que, en una construcción cercana, una pieza de acero se desprendiera de una grúa y atravesara el techo. El Plantation City Hall sale al principio de la película, como escuela secundaria. Los miembros del concejo municipal de esa ciudad se enteraron del humor vulgar presente en la película poco antes del estreno y, por ello, pidieron no figurar en los créditos. Además, se les pagaron 2 500 USD por este asunto. Las proyecciones de prueba tuvieron tanto éxito que 20th Century Fox estrenó la película cinco meses antes.

### Música
El cantante y compositor Jonathan Richman estuvo a cargo de la banda sonora y también actúa como narrador, junto con el baterista Tom Larkin. Los hermanos Farrelly son fanáticos de Richman desde que estaba en el grupo The Modern Lovers y, aunque ya tenían el borrador hecho, incluyeron la narración musical después de conocerlo en persona. Algunas de las canciones de la película son «Let Her Go Into the Darkness» y la homónima «There's Something About Mary», que Richman compuso luego de leer el guion y en solo veinte minutos. Los directores se inspiraron en los trovadores del wéstern Cat Ballou (1965) y Richman, en la música de What's Up, Tiger Lily? (1966), hecha por The Lovin' Spoonful. Para la secuencia de cierre, se usó el tema «Build Me Up Buttercup», de The Foundations, que todo el reparto también canta. El álbum se lanzó mediante el sello Capitol Records y consta de las siguientes canciones:
| N.º   | Título                              | Música                              | Duración |  |
| 1.    | «There's Something About Mary»      | Jonathan Richman                    | 1:47     |  |
| 2.    | «How to Survive a Broken Heart»     | Ben Lee                             | 2:47     |  |
| 3.    | «Every Day Should Be a Holiday»     | The Dandy Warhols                   | 4:02     |  |
| 4.    | «Everything Shines»                 | The Push Stars                      | 2:27     |  |
| 5.    | «This Ts The Day»                   | Ivy                                 | 3:33     |  |
| 6.    | «Is She Really Going Out with Him?» | Joe Jackson                         | 3:36     |  |
| 7.    | «True Love Is Not Nice»             | Jonathan Richman                    | 2:13     |  |
| 8.    | «History Repeating»                 | Propellerheads (con Shirley Bassey) | 4:04     |  |
| 9.    | «If I Could Talk I'd Tell You»      | The Lemonheads                      | 2:51     |  |
| 10.   | «Mary's Prayer»                     | Danny Wilson                        | 3:54     |  |
| 11.   | «Margo's Waltz»                     | Lloyd Cole                          | 4:01     |  |
| 12.   | «Speed Queen»                       | Zuba                                | 3:44     |  |
| 13.   | «Let Her Go Into The Darkness»      | Jonathan Richman                    | 1:19     |  |
| 14.   | «Build Me Up Buttercup»             | The Foundations                     | 2:59     |  |
| 43:00 |                                     |                                     |          |  |

## Recepción

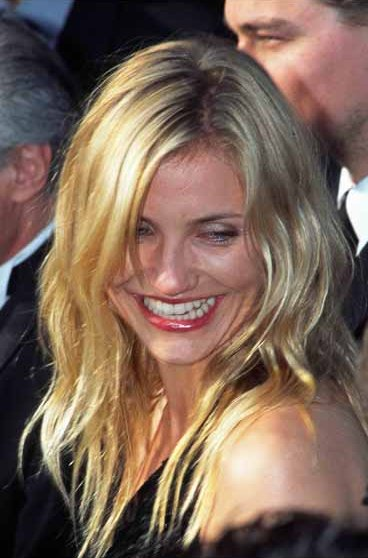
Cameron Diaz en 2002

La película tiene una aprobación del 83 % en el agregador de reseñas Rotten Tomatoes, porcentaje calculado con base en ochenta y tres reseñas, mientras que cuenta con el 61 % de la audiencia. En el sitio web Metacritic, tras veintinueve reseñas, cuenta con una calificación de 69, que se considera «generalmente favorable». There's Something About Mary recibió buenas críticas por el público y la prensa desde sus proyecciones de prueba. Por ejemplo, el crítico de cine en jefe del New York Post, Rod Dreher, dijo: «Es increíblemente chabacana y vulgar, e increíblemente divertida. [...] Sin duda alguna, va a ser el sleeper hit del verano, por mucho». Una de las escenas obscenas es la del fijador para cabello, la cual, aunque se consideraba arriesgado incluirla, resultó icónica. «Como puede afirmar cualquiera que haya visto la película alguna vez, la escena vivirá para siempre en los anales de la historia de la comedia y en los mejores momentos de la carrera de Diaz», escribió Samantha Schnurr en el sitio web de E! Phelim O'Neill comentó en The Guardian que la película es la cúspide del género gross-out y elogió el final, porque «aun cuando sabes que Mary y Ted terminarán juntos, los Farrelly se aseguran de que el final sea divertido, no predecible».
Los mismos directores consideran que la interpretación de Diaz fue fundamental para que la película obtuviera buen recibimiento, ya que «plasmó perfectamente la dulzura y la amabilidad» de su personaje. Con respecto a la actriz, Peter Travers comentó en Rolling Stone lo siguiente: «Diaz, la mujer suprema, interpreta a Mary con la radiante sensualidad y el timing cómico de una futura estrella». También, mencionó que en el resto del elenco hay actuaciones «audaces», como la de Stiller y la de Dillon, a cuyo personaje llamó «hilarantemente ruin».
Mick Hurbis-Cherrier se refirió a la edición de Greenbury como «nítida, [...] eficiente y cómica» y, a modo de ejemplo, citó la escena en que se hace transición de 1986, con Ted siendo hospitalizado, a 1998, con este en el psicólogo, lo que demuestra que el personaje no ha podido superar ese suceso.